# Saint-Igneuc
Saint-Igneuc est une ancienne commune française du département des Côtes-d'Armor en région Bretagne.

## Géographie

### Évolution du territoire
De 1793 au 1er avril 1973, les communes de Jugon, Lescouët-Jugon, Saint-Igneuc et Dolo sont autonomes. Le 1er avril 1973, Jugon-les-Lacs est créée par regroupement des communes de Jugon,  Lescouët-Jugon (22125) et Saint-Igneuc (22301), sous le régime juridique de la fusion-association défini par la loi du 16 juillet 1971. Le 1er janvier 2016, Jugon-les-Lacs - Commune nouvelle est créée en lieu et place des communes de Jugon-les-Lacs (22084) et de Dolo (22051), sous le régime juridique de la commune nouvelle (application de l'article 21 de la loi du 16 décembre 2010),. À partir du 1er janvier 2024, Jugon-les-Lacs - Commune nouvelle est renommée en Jugon-les-Lacs.
Avec l'absorption de Dolo, la superficie de Jugon-les-Lacs passe de 26,15 km2 à 38,03 km2.

## Histoire

### Le XXe siècle

#### Les guerres du XXe siècle
Le monument aux Morts porte les noms des 31 soldats morts pour la Patrie :
- 26 sont morts durant la Première Guerre mondiale.
- 4 sont morts durant la Seconde Guerre mondiale.
- 1 est mort durant la Guerre d'Indochine.

#### La période contemporaine
Le 1er avril 1973, la commune de Saint-Igneuc est rattachée à celle de Jugon qui devient Jugon-les-Lacs.

## Démographie
| 1793 | 1800 | 1806 | 1821 | 1831 | 1836 | 1841 | 1846 | 1851 |
| ---- | ---- | ---- | ---- | ---- | ---- | ---- | ---- | ---- |
| 603  | 502  | 612  | 618  | 644  | 615  | 614  | 630  | 660  |

| 1911 | 1921 | 1926 | 1931 | 1936 | 1946 | 1954 | 1962 | 1968 |
| ---- | ---- | ---- | ---- | ---- | ---- | ---- | ---- | ---- |
| 603  | 534  | 540  | 519  | 522  | 506  | 468  | 477  | 480  |

## Lieux et monuments

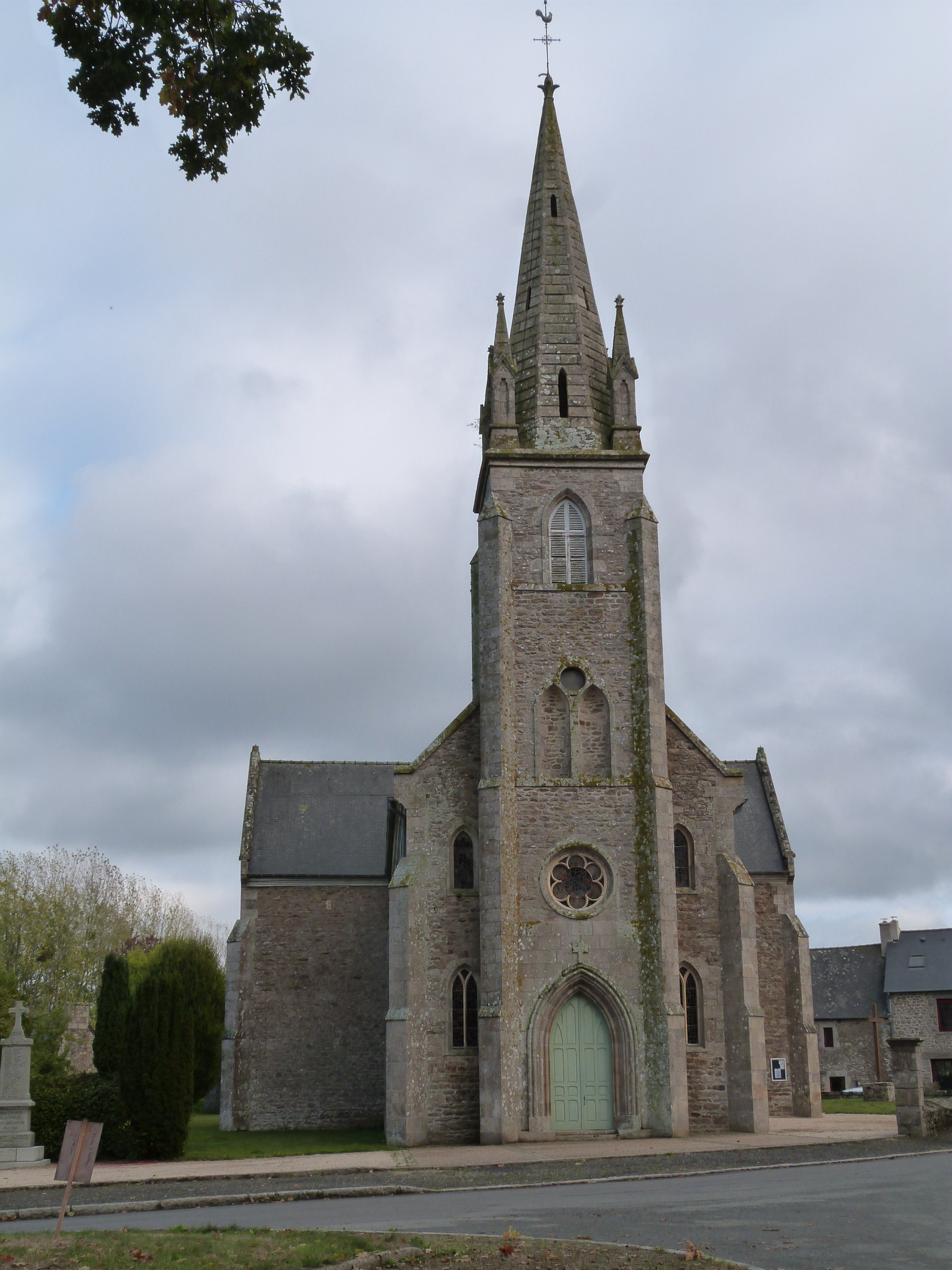
Église Saint-Ignace.
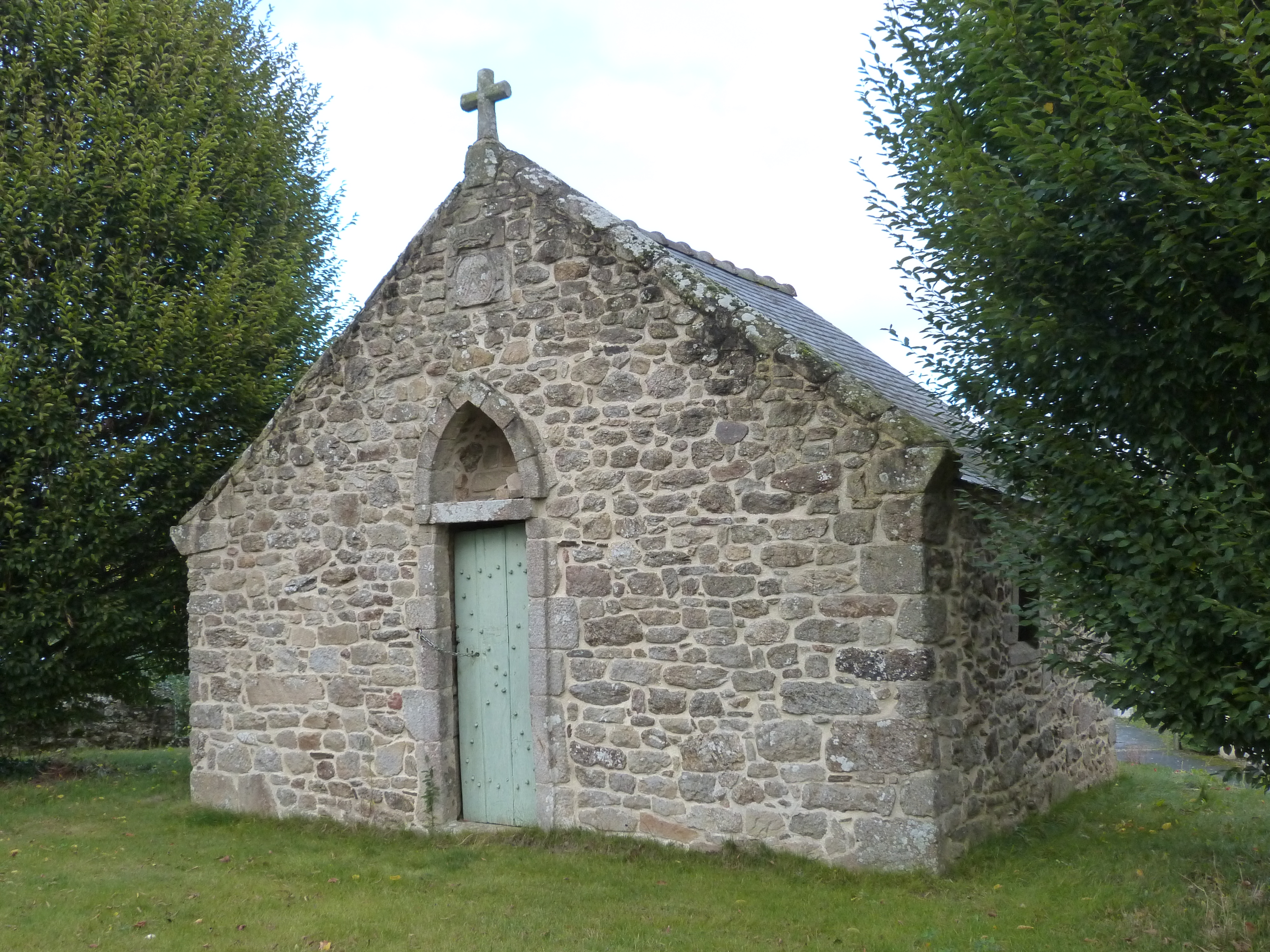
Chapelle Saint-Sébastien.
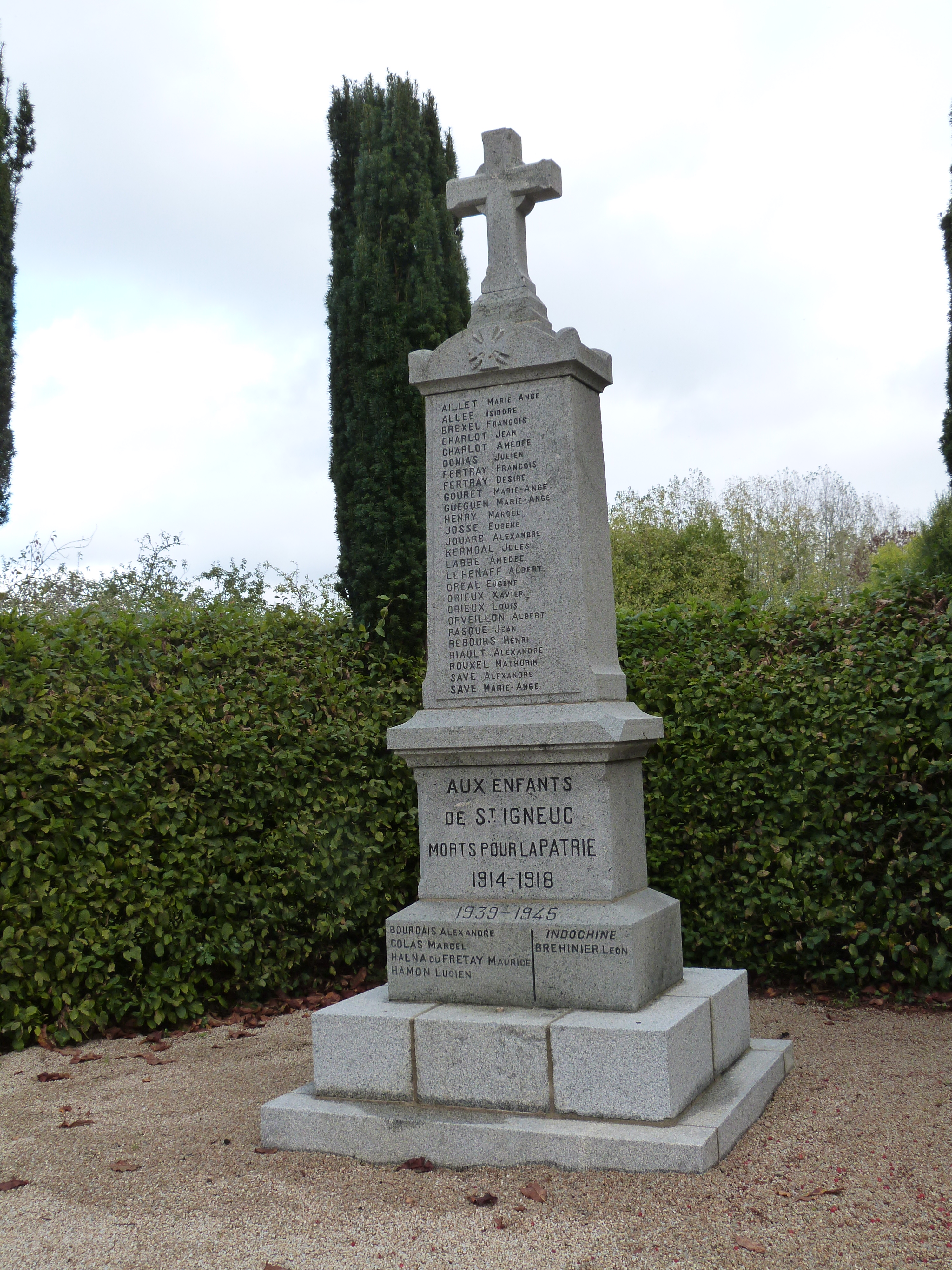
Monument aux morts.

## Personnalités liées à la commune
- Maurice Halna du Fretay (1920-1942), officier de l'armée de l'air et résistant